# Академик Мстислав Келдыш (судно)
«Академик Мстислав Келдыш» — советское и российское научно-исследовательское судно. Личный состав состоит из членов команды, пилотов глубоководных аппаратов «Мир», инженеров и технического персонала, 10—12 учёных. Также судно может разместить в своих каютах около 12 пассажиров. На судне имеется 17 лабораторий и библиотека. Названо в честь академика АН СССР Мстислава Келдыша.

## История
Судно построено в 1980 году в Рауме (Финляндия) фирмой Hollming, имеет водоизмещение 6 300 тонн, длину 122 метра. С 1982 года использовалось как судно обеспечения подводных обитаемых аппаратов «Пайсис-VII» и «Пайсис-XI». В 1987 году было переоборудовано в судно обеспечения для двух обитаемых подводных аппаратов «Мир» с глубиной погружения до 6 км.
Судно получило широкую известность благодаря фильму Джеймса Кэмерона «Титаник»: оба аппарата, «Мир-1» и «Мир-2», использовались для документальных съёмок под водой. Также на судне была смонтирована вертолётная площадка, которую можно увидеть, когда престарелая Роуз сходит с вертолёта на корабль. Кроме того, с помощью подводных аппаратов «Мир» и «Rodjer» корабля AREIS были сняты четыре других фильма: «Призраки бездны: Титаник», «Последние тайны Титаника» (англ. Last Mysteries of the Titanic), «Бисмарк» и «Чужие из бездны».
Судно участвовало в поиске советской атомной подлодки K-278 «Комсомолец», затонувшей у северо-восточного побережья Норвегии 7 апреля 1989 года после пожара на борту. Спустя два месяца поисков «Академик Мстислав Келдыш» определил местонахождение K-278 (в июне 1989 года).
Судно принадлежит Институту океанологии им. П. П. Ширшова РАН.
В 2012 году судно не смогло принять участие в работах по случаю столетней годовщины катастрофы «Титаника», поскольку из-за недостаточного финансирования руководство Института океанологии им. П. П. Ширшова РАН сдало «Академик Келдыш» во фрахт. Аппараты «Мир» остались без судна обеспечения.
16 августа 2016 года пришло из экспедиции в порт Архангельск (69-й рейс).
С 2017 года судно занимается комплексными гидрофизическими, гидрохимическими, биологическими и геохимическими наблюдениями в акватории и в области шельфа Северного Ледовитого океана.
18 сентября 2018 года пришло в порт Архангельск на смену экипажа.
4 июля 2019 года вышло из порта Архангельск в экспедицию для изучения Карского моря.
В июле 2020 года вышло из Калининграда в экспедицию ИО РАН по изучению Арктики. 25 августа зашло в порт Архангельск.
С 7 декабря 2021 по 6 апреля 2022 года (120 суток) был в экспедиции в Атлантике (87-й рейс).
С 23 августа по 4 сентября 2022 года был в экспедиции из Калининграда в Мурманск (88-й рейс).
C 8 ноября по 7 декабря 2023 года был в экспедиции в Баренцевом море, Печорском море и Байдарацкой губе Карского моря (93-й рейс).
25 февраля 2024 года прибыл из экспедиции в порт Калининград (94-й рейс).

## Образ корабля в культуре
- В 1980 году в СССР была выпущена почтовая марка, а также почтовый конверт для картмаксимума с изображением судна[12].